# 非在来型石油
非在来型石油（ひざいらいがたせきゆ、英: Unconventional oil）とは、在来型と非在来型の区別は明確ではないが、従来の油田から採掘された石油ではなく、新技術などによって生産された油のことである。

## 種類
国際エネルギー機関 (IEA) の World Energy Outlook 2001によると、非在来石油には、『シェールオイル、オイルサンド、合成石油と派生合成石油（合成重油など）、石炭液化、液化バイオマス燃料、GTL（液化ガス）』が含まれる。

## 分布
非在来型石油の国別埋蔵量は、2021年時点でロシア、アメリカ合衆国、中華人民共和国、アルゼンチンの順となっている。